# Método de los elementos finitos en la mecánica estructural
Método de los elementos finitos (FEM) es una poderosa técnica originalmente desarrollada para soluciones numéricas de problemas complejos en la mecánica estructural, y sigue siendo el método de elección para sistemas complejos. En el FEM, el sistema estructural es modelado por un conjunto de elementos finitos apropiadamente interconectados en puntos llamados nodos. Los elementos deben de tener propiedades físicas tales como espesor, Coeficiente de dilatación, Densidad, Módulo de elasticidad, Módulo de cortante y Coeficiente de Poisson.

## Propiedades de los Elementos
- Elementos rectos o curvados unidimensionales con propiedades físicas tales como rigidez axial, doblado, y torsional. Este tipo de elemento es adaptable para modelar cables, tirantes, barras, vigas, refuerzos, redes y marcos. Los elementos rectos usualmente tienen dos nodos, uno en cada extremo, mientras los elementos curvados necesitaran al menos tres nodos incluyendo los nodos extremos. Los elementos están posicionados en el eje Centroidal de los miembros actuales.
- Elementos bidimensionales para acción de Membrana ( esfuerzo en el plano, Deformación) en el plano y/o acción de doblado (placas y cascarones). Deben tener una variedad de formas tales como planas o curvadas Triángulos y Cuadriláteros. Los nodos son usualmente colocados en las esquinas de los elementos y, si es necesario para mayor precisión, nodos adicionales pueden ser colocados a lo largo de las aristas de los elementos o incluso dentro de los elementos. Los elementos son posicionados a la mitad de la superficie del espesor actual de la capa.
- Elementos en forma de Toro para problemas ejesimétricos tales como delgados, placas gruesas, cascarones, y sólidos. La sección transversal de los elementos es similar a los tipos previamente descritos: unidimensional para placas delgadas y cascarones, y bidimensional para sólidos, y placas gruesas y cascarones.
- Elementos tridimensionales para modelos sólidos en 3D tales como componentes de Máquina , Presas, Terraplén o masas sólidas. Formas de elementos comunes incluyen Tetraedros y hexahedros. Los nodos son colocados en los vértices y posiblemente en las caras de elementos o dentro del elemento.

### Interconexión de elementos y desplazamientos
Los elementos están interconectados solo en los nodos exteriores, y ellos completamente deberían cubrir el dominio entero tan preciso como sea posible. Los nodos tendrán (vector) desplazamiento nodal o grados de libertad los cuales deben incluir traslaciones, rotaciones, y para aplicaciones especiales, Derivadas de alto orden de desplazamientos. Cuando los nodos se desplazan, arrastrarán los elementos a lo largo en una cierta manera dictada por la formulación del elemento. En otras palabras, desplazamientos de algún punto en el elemento serán interpolados desde los desplazamientos nodales, y esta es la principal razón para la naturaleza aproximada de la solución.

## Consideraciones prácticas
Desde el punto de vista de la aplicación, es importante modelar el sistema tal que:
- Las condiciones de simetría o asimetría sean explotadas en disposición de reducir el tamaño del dominio.
- La compatibilidad de desplazamientos, incluyendo alguna discontinuidad requerida, es asegurada en los nodos, y preferiblemente, a lo largo del filo de los elementos también, particularmente cuando elementos adyacentes son de diferentes tipos, material o densidad. La compatibilidad de desplazamiento de muchos nodos puede ser usualmente impuesta mediante relaciones de restricción--Cuando tal característica no está disponible en el paquete de software, un modelo físico que impone las restricciones debe ser usado en su lugar.
- El comportamiento de los elementos captura las acciones dominantes del actual sistema, ambos local y globalmente.
- La malla de elementos es suficientemente fina en disposición de tener una precisión aceptable. Para evaluar la precisión, la malla es refinada hasta que los resultados importantes muestran pequeños cambios. Para mayor precisión, la Relación de aspecto de los elementos debería ser tan cercana a la unidad como sea posible, y pequeños elementos son usados sobre las partes de grandes Gradientes de esfuerzo.
- Restricciones adecuadas de soporte son impuestas, con especial atención, a nodos en ejes de simetría.

Paquetes de software comercial de gran escala usualmente proveen facilidades para generar la malla, salidas gráficas de entradas y salidas, los cuales grandemente facilitan la verificación de ambos datos de entrada e interpretación de resultados.

## Visión general teórica de Formulación de Desplazamientos-FEM: Desde elementos a sistema a solución
Mientras la teoría de FEM puede ser representada en diferentes perspectivas o énfasis, su desarrollo para Análisis estructural siguiendo los más tradicionales enfoques mediante el principio de trabajo Virtual o el principio de energía potencial total mínima. El enfoque del principio de trabajo virtual es más general como es aplicable a ambos comportamientos de material lineal y no lineal.
El principio de desplazamientos virtuales para el sistema estructural expresando la identidad matemática de trabajo virtual interno y externo:
{\displaystyle {\mbox{Trabajo virtual externo}}=\int _{V}\delta {\boldsymbol {\epsilon }}^{T}{\boldsymbol {\sigma }}\,dV\qquad \mathrm {(1)} }
El trabajo virtual interno en el lado derecho de la ecuación superior debe ser encontrado sumando el trabajo virtual en los elementos individuales--Este es el paso crucial donde necesitaremos funciones de desplazamiento escrita solo para los bastantes dominios pequeños que sobre el sistema completo. Como se muestra en las secciones subsiguientes, Eq.(1) lleva a las siguientes ecuaciones de equilibrio gobernando para el sistema:
{\displaystyle \mathbf {R} =\mathbf {Kr} +\mathbf {R} ^{o}\qquad \qquad \qquad \mathrm {(2)} }
donde
{\displaystyle \mathbf {R} } = vector de fuerzas nodales, representando fuerzas externas aplicadas a los nodos del sistema.
{\displaystyle \mathbf {r} } = vector de desplazamientos nodales del sistema, los cuales serán, por interpolación, desplazamientos de cedencia en algún punto de la malla de elementos finitos.
{\displaystyle \mathbf {R} ^{o}} = vector de fuerzas nodales equivalentes, representando todos los efectos externos diferentes de las fuerzas nodales las cuales son todavía incluidas en el vector de fuerza nodal precedente R. Estos efectos externos deben incluir fuerzas superficiales distribuidas o concentradas, fuerzas de cuerpo, efectos térmicos, esfuerzos iniciales y restricciones.
{\displaystyle \mathbf {K} } = matriz de rigidez del sistema, la cual debe ser establecida por ensamblando las matrices de rigidez de los elementos :{\displaystyle \mathbf {k} ^{e}}.
Una vez las restricciones en los soportes son representadas, los desplazamientos nodales son encontrados resolviendo el Sistema de ecuaciones lineales (2), simbólicamente:
{\displaystyle \mathbf {r} =\mathbf {K} ^{-1}(\mathbf {R} -\mathbf {R} ^{o})\qquad \qquad \qquad \mathrm {(3)} }
Subsecuentemente, las restricciones y esfuerzos en elementos individuales debe ser encontrada como sigue:
{\displaystyle \mathbf {\epsilon } =\mathbf {Bq} \qquad \qquad \qquad \qquad \mathrm {(4)} }
{\displaystyle \mathbf {\sigma } =\mathbf {E} (\mathbf {\epsilon } -\mathbf {\epsilon } ^{o})+\mathbf {\sigma } ^{o}=\mathbf {E} (\mathbf {Bq} -\mathbf {\epsilon } ^{o})+\mathbf {\sigma } ^{o}\qquad \qquad \qquad \mathrm {(5)} }
donde
{\displaystyle \mathbf {q} } = vector de desplazamientos nodales de elementos--un subconjunto de los vectores de desplazamiento del sistema r que pertenecen a los elementos bajo consideración.
{\displaystyle \mathbf {B} } = matriz de restricciones-desplazamientos que transforman los desplazamientos nodales q a restricciones en algún punto del elemento.
{\displaystyle \mathbf {E} } = matriz de elasticidad que transforma restricciones efectivas a esfuerzos a algún punto en el elemento.
{\displaystyle \mathbf {\epsilon } ^{o}} = vector de restricciones iniciales en el elemento.
{\displaystyle \mathbf {\sigma } ^{o}} = vector esfuerzos iniciales en el elemento.
Aplicando el Trabajo virtual ecuación (1) al sistema, podemos establecer las matrices de elementos {\displaystyle \mathbf {B} }, {\displaystyle \mathbf {k} ^{e}} así como la técnica de ensamblar las matrices del sistema {\displaystyle \mathbf {R} ^{o}} y {\displaystyle \mathbf {K} }. Otras matrices tales como {\displaystyle \mathbf {\epsilon } ^{o}}, {\displaystyle \mathbf {\sigma } ^{o}}, {\displaystyle \mathbf {R} } and {\displaystyle \mathbf {E} } pueden ser directamente creadas de los datos de entrada.

## Interpolación o funciones de forma
Permite a {\displaystyle \mathbf {q} } ser el vector de desplazamientos nodales de un elemento típico. Los desplazamientos en algún punto del elemento deben ser encontrados por funciones de Interpolación , simbólicamente:
{\displaystyle \mathbf {u} =\mathbf {N} \mathbf {q} \qquad \qquad \qquad \mathrm {(6)} }
donde
{\displaystyle \mathbf {u} } = vector de desplazamientos en algún punto {x, y, z} del elemento.
{\displaystyle \mathbf {N} } = matrix de funciones forma actuando como funciones de Interpolación .
La ecuación (6) da subida a otras cantidades de grandes intereses:
- Desplazamientos virtuales consistentes con desplazamientos virtuales nodales: {\displaystyle \delta \mathbf {u} =\mathbf {N} \delta \mathbf {q} \qquad \qquad \qquad \mathrm {(6b)} }
- restricciones en los elementos:{\displaystyle \mathbf {\epsilon } =\mathbf {Du} =\mathbf {DNq} \qquad \qquad \qquad \qquad \mathrm {(7)} }

donde {\displaystyle \mathbf {D} } = matriz de operadores diferenciales que convierten desplazamientos a restricciones usando teoría de elasticidad lineal . Eq.(7) muestra que la matriz B en (4) es
{\displaystyle \mathbf {B} =\mathbf {DN} \qquad \qquad \qquad \qquad \mathrm {(8)} }
- Restricciones virtuales consistentes con el desplazamiento nodal virtual de los elementos: {\displaystyle \delta {\boldsymbol {\epsilon }}=\mathbf {B} \delta \mathbf {q} \qquad \qquad \qquad \qquad \mathrm {(9)} }

## Trabajo virtual interno en un elemento típico
Para un elemento típico de volumen {\displaystyle V^{e}}, el trabajo virtual interno debido a los desplazamientos virtuales es obtenido por sustitución de (5) y (9) dentro de (1):
{\displaystyle {\mbox{Trabajo virtual interno}}=\int _{V^{e}}\delta {\boldsymbol {\epsilon }}^{T}{\boldsymbol {\sigma }}\,dV^{e}=\delta \ \mathbf {q} ^{T}\int _{V^{e}}\mathbf {B} ^{T}{\big \{}\mathbf {E} (\mathbf {Bq} -\mathbf {\epsilon } ^{o})+\mathbf {\sigma } ^{o}{\big \}}\,dV^{e}\qquad \mathrm {(10)} }

### Matrices de Elementos
Primeeramente para la conveniencia de referencias, las siguientes matrices pertenecen a elementos típicos que deben ser definidos:
Matriz de rigidez de elementos {\displaystyle \mathbf {k} ^{e}=\int _{V^{e}}\mathbf {B} ^{T}\mathbf {E} \mathbf {B} \,dV^{e}\qquad \mathrm {(11)} }
Vector de carga de elemento equivalente {\displaystyle \mathbf {Q} ^{oe}=\int _{V^{e}}-\mathbf {B} ^{T}{\big (}\mathbf {E} \mathbf {\epsilon } ^{o}-\mathbf {\sigma } ^{o}{\big )}\,dV^{e}\qquad \mathrm {(12)} }
Estas matrices son usualmente evaluadas numéricamente usando la Cuadratura gaussiana para Integración numérica.
Su uso simplifica (10) a lo siguiente:
{\displaystyle {\mbox{Internal virtual work}}=\delta \ \mathbf {q} ^{T}{\big (}\mathbf {k} ^{e}\mathbf {q} +\mathbf {Q} ^{oe}{\big )}\qquad \mathrm {(13)} }

### Trabajo virtual de elementos en términos de los desplazamientos nodales del sistema
desde que el vector de desplazamientos nodales q es un sujeto del sistema de desplazamientos nodales r (para la compatibilidad con los elementos adyacentes), podemos reemplazar q con r expandiendo el tamaño de las matrices de elementos con nuevas columnas y filas de ceros:
{\displaystyle {\mbox{Trabajo virtual interno}}=\delta \ \mathbf {r} ^{T}{\big (}\mathbf {k} ^{e}\mathbf {r} +\mathbf {Q} ^{oe}{\big )}\qquad \mathrm {(14)} }
Donde, por simplicidad, usamos los mismos símbolos para las matrices de elementos, las cuales ahora han expandido su tamaño así como adecuadamente reordenado sus filas y columnas.

## Trabajo virtual del sistema
Sumando los trabajos virtuales internos (14) para todos los elementos dados en el lado derecho de (1):
{\displaystyle {\mbox{Trabajo virtual interno del sistema}}=\sum _{e}\delta \ \mathbf {r} ^{T}{\big (}\mathbf {k} ^{e}\mathbf {r} +\mathbf {Q} ^{oe}{\big )}=\delta \ \mathbf {r} ^{T}{\big (}\sum _{e}\mathbf {k} ^{e}{\big )}\mathbf {r} +\delta \ \mathbf {r} ^{T}\sum _{e}\mathbf {Q} ^{oe}\qquad \mathrm {(15)} }
Considerando ahora el lado izquierdo de (1), el trabajo virtual externo del sistema consiste de:
- El trabajo hecho por las fuerzas nodales R: {\displaystyle \delta \ \mathbf {r} ^{T}\mathbf {R} \qquad \mathrm {(16)} }
- El trabajo hecho por las fuerzas externas {\displaystyle \mathbf {T} ^{e}} en la parte {\displaystyle \mathbf {S} ^{e}} de los filos de los elementos o superficies, y por las fuerzas del cuerpo {\displaystyle \mathbf {f} ^{e}}

{\displaystyle \sum _{e}\int _{S^{e}}\delta \ \mathbf {u} ^{T}\mathbf {T} ^{e}\,dS^{e}+\sum _{e}\int _{V^{e}}\delta \ \mathbf {u} ^{T}\mathbf {f} ^{e}\,dV^{e}}
la sustitución de (6b) da:
{\displaystyle \delta \ \mathbf {q} ^{T}\sum _{e}\int _{S^{e}}\mathbf {N} ^{T}\mathbf {T} ^{e}\,dS^{e}+\delta \ \mathbf {q} ^{T}\sum _{e}\int _{V^{e}}\mathbf {N} ^{T}\mathbf {f} ^{e}\,dV^{e}}
o {\displaystyle -\delta \ \mathbf {q} ^{T}\sum _{e}(\mathbf {Q} ^{te}+\mathbf {Q} ^{fe})\qquad \mathrm {(17a)} }
Donde hemos introducido matrices de elementos adicionales definidas abajo:
{\displaystyle \mathbf {Q} ^{te}=-\int _{S^{e}}\mathbf {N} ^{T}\mathbf {T} ^{e}\,dS^{e}\qquad \mathrm {(18a)} }
{\displaystyle \mathbf {Q} ^{fe}=-\int _{V^{e}}\mathbf {N} ^{T}\mathbf {f} ^{e}\,dV^{e}\qquad \mathrm {(18b)} }
Otra vez, la Integración numérica es conveniente para su evaluación. Un reemplazo similar de q en (17a) con r dados, reordenando y expandiendo después los vectores {\displaystyle \mathbf {Q} ^{te},\mathbf {Q} ^{fe}}:
{\displaystyle -\delta \ \mathbf {r} ^{T}\sum _{e}(\mathbf {Q} ^{te}+\mathbf {Q} ^{fe})\qquad \mathrm {(17b)} }

## Ensamblaje de matrices de sistemas
Añadiendo (16), (17b) e igualando la suma a (15) da:
{\displaystyle \delta \ \mathbf {r} ^{T}\mathbf {R} -\delta \ \mathbf {r} ^{T}\sum _{e}(\mathbf {Q} ^{te}+\mathbf {Q} ^{fe})=\delta \ \mathbf {r} ^{T}{\big (}\sum _{e}\mathbf {k} ^{e}{\big )}\mathbf {r} +\delta \ \mathbf {r} ^{T}\sum _{e}\mathbf {Q} ^{oe}}
Desde que los desplazamientos virtuales {\displaystyle \delta \ \mathbf {r} } son arbitrarios, la igualdad anterior se reduce a:
{\displaystyle \mathbf {R} ={\big (}\sum _{e}\mathbf {k} ^{e}{\big )}\mathbf {r} +\sum _{e}{\big (}\mathbf {Q} ^{oe}+\mathbf {Q} ^{te}+\mathbf {Q} ^{fe}{\big )}}
Comparando con (2) muestra que:
- La matriz de rigidez del sistema es obtenida sumando las matrices de rigidez de los elementos:

{\displaystyle \mathbf {K} =\sum _{e}\mathbf {k} ^{e}}
- El vector de fuerzas nodales equivalentes es obtenido sumando los vectores de carga de los elementos:

{\displaystyle \mathbf {R} ^{o}=\sum _{e}{\big (}\mathbf {Q} ^{oe}+\mathbf {Q} ^{te}+\mathbf {Q} ^{fe}{\big )}}
En la práctica, las matrices de elementos ninguna es expandida o reordenada. En lugar, la matriz de rigidez del sistema {\displaystyle \mathbf {K} } es ensamblada añadiendo coeficientes individuales {\displaystyle {k}_{ij}^{e}} a {\displaystyle {K}_{kl}} donde los subindices ij, kl significan que los desplazamientos nodales de los elementos {\displaystyle {q}_{i}^{e},{q}_{j}^{e}} coinciden respectivamente con los desplazamientos nodales del sistema {\displaystyle {r}_{k},{r}_{l}}. Similarmente, {\displaystyle \mathbf {R} ^{o}} es ensamblado añadiendo coeficientes individuales {\displaystyle {Q}_{i}^{e}} to {\displaystyle {R}_{k}^{o}} donde {\displaystyle {q}_{i}^{e}} matches {\displaystyle {r}_{k}}. Esta adición directa de {\displaystyle {k}_{ij}^{e}} dentro de {\displaystyle {K}_{kl}} da al procedimiento el nombre de Método de rigidez directa (Método matricial de la rigidez).